# Experimental Group
Experimental est un groupe d'entreprises composé de bars à cocktails, bars à vins, de restaurants et d'hôtels à travers six pays dans le monde. Le premier bar à cocktail ouvre en 2007 en France et le premier restaurant cinq ans plus tard. C'est en 2015 qu'ouvre le premier établissement hôtelier, à Paris.

## Histoire
Née à Paris de l'amitié de trois copains d'enfance – Romée de Goriainoff, Pierre-Charles Cros et Olivier Bon – l'aventure démarre en 2007 avec l'ouverture de l'Experimental Cocktail Club. Inspirés par la culture des speakeasies et des cocktails artisanaux découverts à New York, ils rêvent de bousculer la scène parisienne du cocktail. L'Experimental Cocktail Club Paris (l'ECC) devient vite une adresse culte et un véritable symbole du renouveau parisien,.
Le succès vient rapidement et l'établissement fait la couverture du supplément du Financial Times peu après,.
Xavier Padovani rejoint l'équipe en 2010, et ensemble, ils élargissent leur terrain de jeu : en 2014, ils se lancent dans l'hôtellerie. Une suite logique pour ces passionnés d'hospitalité qui aiment créer des expériences innovantes, à la croisée du bar, du restaurant et de l'hôtel. 
Le point commun entre tous leurs projets ? Un amour profond pour la gastronomie, le vin, la culture du cocktail – et une vraie affection pour chaque destination choisie, jamais par hasard. 
Célèbre pour avoir introduit la culture des cocktails à Paris, le groupe Experimental opère aujourd'hui dans 11 destinations à travers le monde. Le groupe continue de se développer avec la promesse de nouvelles découvertes et expériences. 
Près de deux décennies après sa création, le groupe s'est agrandi pour atteindre un effectif de plus de 850 collaborateurs répartis dans plus de 36 établissements.

### Cocktail bars
Les bars à cocktails, à l’origine du groupe, sont :   
- Experimental Cocktail Club - Paris - 2007[5],[6]
- Curio Parlor - Paris - (2008 - 2015 / Fermé)[5]
- Prescription Cocktail Club - Paris - 2009[5],[7]
- Experimental Cocktail Club Chinatown - Londres, Chinatown - 2010[8],[9]
- La Compagnie St Germain - Paris - 2011[6],[10]
- Experimental Cocktail Club Lower East Side - New York - (2012 - 2016 / Fermé)[11]
- Le Ballroom - Paris - 2012. Bar « caché » sous le restaurant le Beef Club[12].
- La Compagnie Neal's Yard - Londres - 2013[6],[13]
- Experimental Beach Ibiza - Ibiza - 2013[6],[14]
- La Compagnie Delicatessen - Londres – (2013 - 2016 / Fermé)
- La Compagnie Centre Street - New York[6],[15],[16] - 2014
- Mathis bar & restaurant – Paris - (2015 - 2016 / Fermé)
- Restaurant Bachaumont - Paris - (2015/ Fermé)
- Joyeux Bordel - Londres - 2015[17],[18]
- Night Flight - Paris - 2015[19]
- Chess Club - Londres - 2017[20]
- Balagan - Paris - (2015 - 2021 / Fermé)
- Experimental Cocktail Club - Verbier - 2018
- Farm Club - Verbier - 2018
- Experimental Cocktail Club - Venise - 2019
- Stereo Covent Garden - Londres - 2022
- Experimental Cocktail Club - Cotswolds - 2023
- Experimental Cocktail Club - Val d'Isère - 2024
- Experimental Cocktail Club Flatiron - New York - 2024
- La Compagnie Flatiron - New York - 2024
- American Bar - Paris - 2025

### Restaurants
Chaque restaurant signé Experimental offre un univers unique, porté par des chefs de renom tels que Grégory Marchand, Mélanie Serre, Denis Begiqi, Olivier Gaïatto, Jackson Boxer ou encore Giovanni Passerini. 
Le premier établissement mêlant restaurant et bar, Le Beef Club, ouvre en 2012 avec un concept centré sur la viande de bœuf. Le succès est immédiat. « La restauration était la suite logique des bars à cocktails », expliquent les fondateurs. En mai 2013, le groupe lance Le Fish Club, dédié au ceviche et aux spécialités péruviennes. 
En 2015, Experimental reprend le restaurant et le bar de l’Hôtel Bachaumont, propriété de Samy Marciano (37 chambres), avec une décoration signée Dorothée Meilichzon et le chef Grégory Marchand en cuisine.
La même année, le groupe inaugure le Grand Pigalle Experimental, où s’installe le Frenchie Pigalle. En 2017, le groupe s’expatrie à Londres avec l’ouverture de l’hôtel Henrietta Experimental à Covent Garden, qui accueille Da Henrietta, un restaurant aux inspirations italiennes.
Toujours en 2017, Experimental revient à Paris avec l’ouverture de Balagan, rue d’Alger — un lieu hybride mêlant bar, restaurant et club —, dédié à une cuisine israélienne contemporaine, dans un décor vibrant signé une fois de plus Dorothée Meilichzon.
Depuis, le groupe a poursuivi son chemin semant des adresses prestigieuses et pleine de vie : Henri Covent Garden, Frenchie Verbier, Frenchie Biarritz, Café Montesol Ibiza, L’Aiglon et L’Aigle d’Or à Val d’Isère.
La dernière née en mars 2025 : Temple & Chapon, à Paris. Nichée au cœur du Marais, cette adresse singulière réinvente la scène culinaire du quartier en rendant un hommage audacieux aux chop houses new-yorkaises des années 1950.

### Hôtels
Les hôtels sont le théâtre où le style du groupe Experimental s’exprime pleinement. Chaque adresse raconte une histoire intimement liée et en harmonie avec son emplacement singulier. Cocktails artisanaux, vins soigneusement sélectionnés, cuisine contemporaine et chambres chaleureuses : ces hôtels offrent une immersion totale dans l’univers du groupe, incarnant son essence et sa volonté de partager une vision singulière de l’hospitalité.
Célèbre pour avoir introduit la culture des cocktails à Paris, Experimental a étendu son empreinte à travers l’Europe, opérant aujourd'hui 142 hôtels dans 9 destinations. Le groupe continue de se développer avec la promesse de nouvelles découvertes et expériences.
- Grand Pigalle Experimental (37 chambres) – Paris, France
- Grands Boulevards Experimental (50 chambres) – Paris, France
- Henrietta Experimental (40 chambres) – Londres, Royaume-Uni
- Il Palazzo Experimental (32 chambres) – Venise, Italie
- Menorca Experimental (43 chambres)  – Minorque, Espagne
- Experimental Chalet Verbier (39 chambres) – Verbier, Suisse
- Cowley Manor Experimental (36 chambres) – Cotswolds, Royaume-Uni
- Regina Experimental (72 chambres) – Biarritz, France
- Hôtel Le Garage (27 chambres) – Biarritz, France
- Montesol Experimental (33 chambres) – Ibiza, Espagne
- Experimental Chalet Val d’Isère (113 chambres)– Val d’Isère, France
- Hôtel Experimental Marais (43 chambres) – Paris, France
- Experimental Roma (83 chambres) - Rome, Italie